# Accordi di Oslo

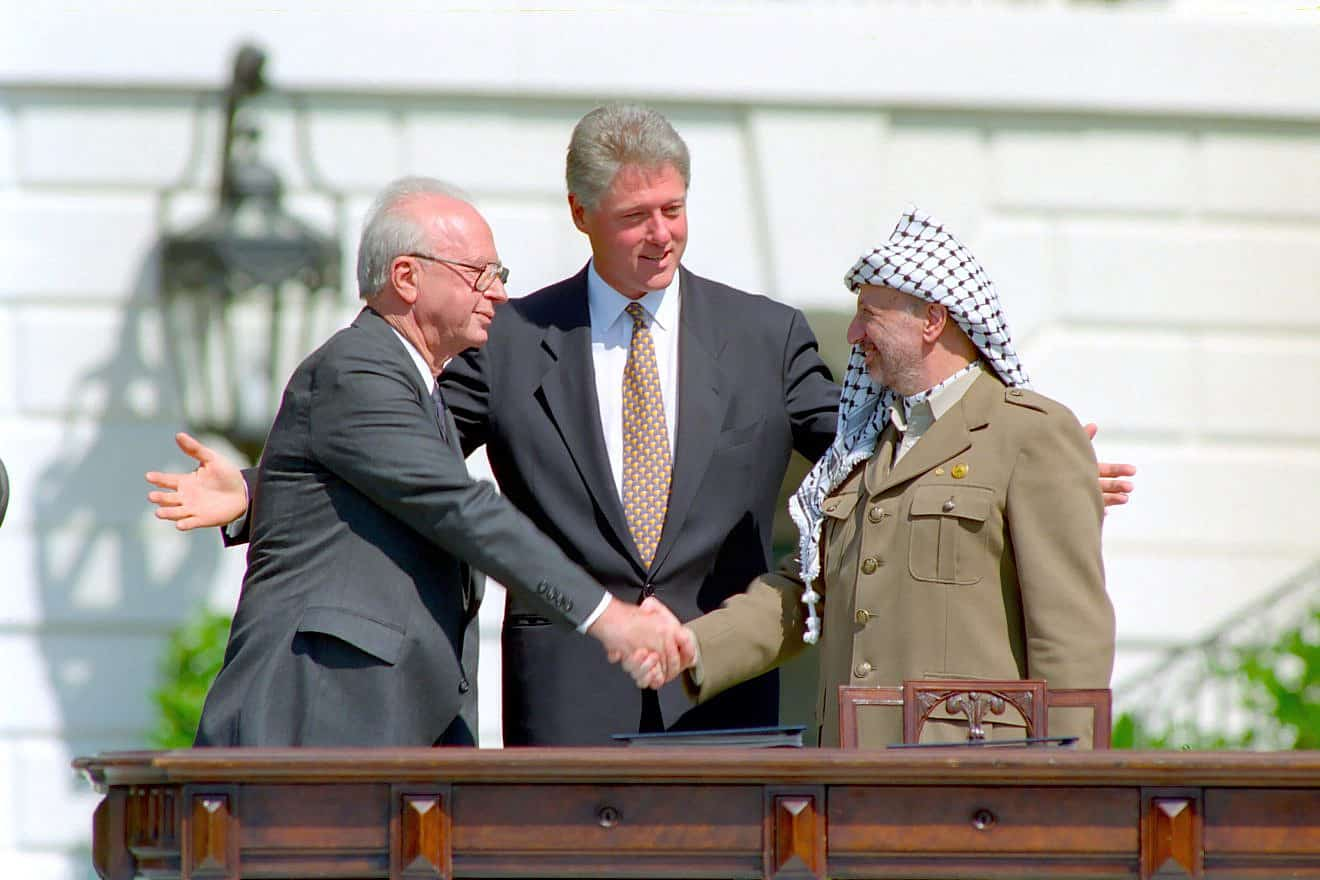
Yitzhak Rabin, Bill Clinton ed Yasser Arafat durante la firma degli accordi di Oslo del 13 settembre 1993

Gli accordi di Oslo, ufficialmente chiamati Dichiarazione dei Principi riguardanti progetti di auto-governo ad interim o Dichiarazione di Principi (DOP), sono una serie di accordi politici conclusi ad Oslo (Norvegia) il 20 agosto 1993 e ratificati il 13 settembre dello stesso anno.
Furono la conclusione di una serie di intese segrete e pubbliche che erano state messe in moto in particolare dalla conferenza di Madrid del 1991, e di negoziati condotti nel 1993 tra il governo israeliano e l'Organizzazione per la Liberazione della Palestina (che agiva in rappresentanza del popolo palestinese), come parte di un processo di pace che mirava a risolvere il conflitto arabo-israeliano.
Gli accordi di Oslo hanno portato all'istituzione dell'Autorità Nazionale Palestinese – con il compito di autogovernare, in modo limitato, parte della Cisgiordania e la striscia di Gaza – e hanno riconosciuto l'OLP come partner di Israele nei negoziati sulle questioni in sospeso. I negoziati proseguirono portando nel 1995 ai cosiddetti accordi di Oslo 2, che ampliavano l'autogoverno ad altre parti della Cisgiordania. Malgrado le grandi speranze suscitate dagli accordi e dalle successive intese, che s'impegnavano alla normalizzazione delle relazioni d'Israele col mondo arabo, il conflitto non è stato risolto.
Le questioni più importanti ancora irrisolte riguardano i confini di Israele e Palestina, i territori occupati da Israele, la presenza militare di Israele nei territori palestinesi. Gli accordi di Oslo non hanno portato ancora al riconoscimento generalizzato dello Stato di Palestina.

## Storia

### Le trattative
I colloqui per giungere all'intesa furono inizialmente avviati nel 1992 a Londra, dove si programmò una successiva trattativa a Zagabria, ma contemporaneamente, nei primi mesi del 1993 furono avviati in maniera riservata ad Oslo. Gli ideatori di tale secondo canale furono Johan Jørgen Holst, ministro norvegese degli affari esteri, Terje Rød-Larsen e Mona Juul. I negoziati furono condotti per mesi nel più totale segreto. Per l'OLP furono condotti da Ahmed Qurei, che si relazionava direttamente con Arafat, per Israele dal direttore generale del ministero degli esteri Uri Savir, che riferiva al suo ministro Shimon Peres. Si conclusero il 20 agosto ed il 9 settembre furono siglate da Rabin ed Arafat le lettere ufficiali di riconoscimento.
Pochi giorni dopo ebbe luogo la cerimonia pubblica ufficiale di firma a Washington (Stati Uniti d'America), il 13 settembre 1993, con il palestinese Yasser Arafat che siglò i documenti per conto dell'Organizzazione per la Liberazione della Palestina (OLP) e Shimon Peres che firmò per conto dello Stato d'Israele. Alla cerimonia parteciparono in veste di garanti Warren Christopher per gli Stati Uniti d'America ed Andrei Kozyrev per la Russia, alla presenza del presidente statunitense Bill Clinton e del primo ministro israeliano Yitzhak Rabin e, per tale funzione esecutiva, dello stesso presidente dell'OLP Yasser Arafat.

### La reazione di israeliani e palestinesi
Gli accordi sollevarono nei due popoli, israeliano e palestinese, un'ondata di speranza per la fine delle violenze, ma non tutti presero parte a questa speranza. Da entrambe le parti si nutrivano timori circa le intenzioni dell'altra.
In Israele, ebbe luogo un forte dibattito sugli accordi; la sinistra li sosteneva, mentre la destra si opponeva ad essi. Dopo una discussione di due giorni alla Knesset sul proclama del governo circa la questione dell'accordo e lo scambio di lettere, il 23 settembre 1993 si tenne un voto di fiducia nel quale 61 parlamentari della Knesset votarono a favore della decisione, 50 votarono contro e 8 scelsero l'astensione.
Gli israeliani sospettavano che i palestinesi non fossero sinceri nel loro desiderio di raggiungere la pace e la coesistenza con Israele, ma si riferivano a questo come al "Programma in dieci punti" (che in Israele viene chiamato Tokhnit HaSHlavim o Torat HaSHlavim). Come prova portavano dichiarazioni rese da Arafat davanti ad un uditorio palestinese, nelle quali paragonava l'accordo all'accordo di al-Hudaybiyya che il profeta Maometto aveva firmato con i pagani meccani dei Quraysh. Queste dichiarazioni possono essere interpretate anche come un tentativo di giustificare la firma degli accordi in base a precedenti storico-religiosi.
Dopo la firma degli accordi l'espansione degli insediamenti israeliani accelerò di cinque volte rispetto alla normale crescita, ingenerando frustrazione tra i palestinesi ed una generale sfiducia sugli accordi e sulle intenzioni israeliane. Infatti esisteva una gran parte della popolazione israeliana che era totalmente contro gli accordi di Oslo, poiché ritenevano che questi andassero contro il grande progetto di far risorgere Il Regno di Israele.
Così il 4 novembre del 1995, dopo aver preso parte ad un comizio in difesa della pace a Tel Aviv, il primo ministro israeliano Yitzhak Rabin viene assassinato da Yigal Amir, un giovane studente israeliano, contrario agli accordi. Questi venne condannato all'ergastolo e non si è mai pentito dell'omicidio.
Nemmeno le reazioni palestinesi agli accordi furono omogenee. al-Fatḥ accettò gli accordi, ma Ḥamās, il Movimento per il Jihad Islamico in Palestina e il Fronte Popolare per la Liberazione della Palestina, che erano note come "organizzazioni del rifiuto", obiettarono agli accordi dato che rifiutavano completamente il diritto di Israele ad esistere. Ai leader palestinesi fu permesso il rientro dall'esilio e così il quartier generale dell'OLP fu trasferito da Tunisi a Ramallah in Cisgiordania.
Anni dopo Ziyād Abū ʿAyn, di al-Fatḥ, durante un'intervista su Alam TV, il 4 luglio 2006 spiegò: "Gli accordi di Oslo non sono stati ciò che il popolo palestinese sognava. Il sogno del popolo palestinese è il ritorno, l'autodeterminazione, la fondazione di uno Stato palestinese indipendente, e la liberazione della sua terra. Comunque, non ci sarebbe stata resistenza in Palestina se non fosse stato per Oslo. Fu Oslo che incoraggiò fortemente alla resistenza palestinese. Tutti i territori occupati - e io fui uno degli attivisti della prima e della seconda intifada, e venni arrestato dagli israeliani diverse volte... - Se non fosse stato per Oslo, non ci sarebbe stata resistenza. Per tutti i territori occupati, non potevamo spostare una singola pistola da un posto all'altro. Se non fosse stato per Oslo, le armi che ottenemmo tramite Oslo, e se non fosse stato per le zone "A" dell'Autorità palestinese, se non fosse stato per l'addestramento, i campi, la protezione fornita da Oslo, e se non fosse stato per il rilascio di migliaia di prigionieri palestinesi grazie ad Oslo - questa resistenza palestinese non avrebbe potuto portare avanti questa grande intifada palestinese, con cui abbiamo fronteggiato l'occupazione israeliana."
Il massacro della Grotta dei Patriarchi del 1994 viene spesso additato come il destabilizzatore della fiducia dei palestinesi nel processo di pace. Inoltre, l'espansione degli insediamenti israeliani e i blocchi, che portarono al deterioramento delle condizioni economiche dei palestinesi, causarono frustrazione e un corrispondente crollo nel sostegno per gli accordi e per coloro che agivano per la loro ratifica.

### Gli anni 2000 e le polemiche
Fin dall'inizio della Prima Intifada, gli accordi di Oslo vennero visti con sempre maggiore sfavore dall'opinione pubblica israeliana e palestinese. Nel maggio del 2000, sette anni dopo gli accordi di Oslo e cinque mesi prima dell'inizio dell'Intifada di al-Aqsa, un sondaggio del Centro Ricerche Tami Steinmetz per la Pace dell'Università di Tel Aviv trovò che il 39% di tutti gli israeliani sosteneva gli accordi ed il 32% credeva che questi avrebbero prodotto la pace nel giro di pochi anni.. Per contro, il sondaggio del maggio 2004 trovò che il 26% di tutti gli israeliani sosteneva gli accordi e il 18% credeva che questi avrebbero prodotto la pace nel giro di pochi anni. Molti palestinesi credevano che gli accordi di Oslo avessero trasformato la leadership dell'OLP in uno strumento dello stato israeliano per sopprimere il suo stesso popolo. Di questi ne beneficiavano una piccola élite, mentre le condizioni di molti palestinesi peggiorarono. Questa fu vista come una delle cause dell'Intifada di al-Aqsa.

## Il contenuto
In sostanza, gli accordi chiedevano un ritiro delle forze israeliane da alcune aree della striscia di Gaza e della Cisgiordania, ed affermavano il diritto palestinese all'autogoverno in tali aree, attraverso la creazione dell'Autorità Nazionale Palestinese. Il governo palestinese ad interim sarebbe durato per un periodo di cinque anni, durante i quali sarebbe stato negoziato un accordo permanente (a partire al più tardi dal maggio 1996). Questioni annose come Gerusalemme, rifugiati palestinesi, insediamenti israeliani nell'area, sicurezza e confini, vennero deliberatamente escluse dagli accordi e lasciate in sospeso. L'autogoverno ad interim sarebbe stato garantito per fasi.
Fino allo stabilimento di un accordo sullo status finale, Cisgiordania e striscia di Gaza sarebbero state divise in tre zone:
- Zona A - pieno controllo dell'Autorità Nazionale Palestinese.
- Zona B - controllo civile palestinese e controllo israeliano per la sicurezza.
- Zona C - pieno controllo israeliano, eccetto che sui civili palestinesi. Questa zona comprendeva gli insediamenti israeliani e le zone di sicurezza senza una significativa popolazione palestinese.

Assieme ai principi, le due parti firmarono Lettere di mutuo riconoscimento tra Israele e OLP. Il governo israeliano riconobbe l'OLP come legittimo rappresentante del popolo palestinese, mentre l'OLP riconosceva il diritto a esistere dello Stato di Israele e rinunciava al terrorismo, alla violenza e all'intento di distruzione di Israele.
L'obiettivo dei negoziati israelo-palestinesi era di stabilire un'autorità palestinese di autogoverno, un consiglio eletto per il popolo palestinese della Cisgiordania e della Striscia di Gaza, per un periodo transitorio di non più di cinque anni, che portasse a un insediamento permanente basato sulle risoluzioni 242 e 338 dell'ONU, parte integrante dell'intero processo di pace.3°A
Per far sì che i palestinesi potessero governarsi in base a principi democratici, elezioni politiche generali e libere si sarebbero dovute svolgere per eleggere il consiglio.
La giurisdizione del Consiglio palestinese avrebbe coperto la Cisgiordania e la striscia di Gaza, eccetto per questioni che sarebbero state negoziate nei colloqui per lo status permanente. Le due parti consideravano Cisgiordania e striscia di Gaza come una singola unità territoriale.
Il periodo transitorio di cinque anni sarebbe iniziato con il ritiro dalla striscia di Gaza e dalla zona di Gerico. I negoziati per lo status permanente sarebbero cominciati non appena possibile tra israeliani e palestinesi. I negoziati avrebbero dovuto coprire le questioni rimanenti: Gerusalemme, rifugiati palestinesi, insediamenti, accordi per la sicurezza, confini, relazioni e cooperazione con gli altri vicini, ed altre questioni di interesse comune.
Ci sarebbe stato un trasferimento di autorità tra le forze di difesa israeliane e i palestinesi autorizzati, riguardanti educazione e cultura, salute, assistenza sociale, tassazione diretta e turismo.
Il Consiglio avrebbe costituito una robusta forza di polizia, mentre Israele avrebbe continuato ad avere la responsabilità per la difesa da minacce esterne.
Un Comitato di Cooperazione Economica israelo-palestinese sarebbe stato istituito allo scopo di sviluppare e implementare in maniera cooperativa i programmi identificati nei protocolli.
Si sarebbe attuato un ridispiegamento delle forze militari israeliane in Cisgiordania e nella striscia di Gaza.
La Dichiarazione di Principi sarebbe entrata in vigore un mese dopo la sua firma. Tutti i protocolli annessi alla Dichiarazione di Principi ed i verbali concordati che la riguardavano sarebbero stati considerati come parte di essa.

### Allegati degli accordi

#### Allegato 1: Condizioni delle elezioni
Accordi elettorali, sistema di votazione, regole e regolamenti riguardanti la campagna elettorale, compresi i preparativi concordati per l'organizzazione dei mass media, e la possibilità di autorizzare una stazione televisiva. (Fonte: Reference.com)

#### Allegato 2: Ritiro delle forze israeliane
Un accordo sul ritiro delle forze militari israeliane dalla striscia di Gaza e dalla zona di Gerico. Questo accordo avrebbe compreso preparativi approfonditi da applicare in tali aree successivamente al ritiro israeliano.
L'accordo di cui sopra avrebbe incluso, tra le altre cose:
- Accordi per un facile e pacifico trasferimento di autorità dal governo militare israeliano e dalla sua amministrazione civile, ai rappresentanti palestinesi.
- Strutture, poteri e responsabilità dell'autorità palestinese in queste aree, eccetto: sicurezza esterna, insediamenti, cittadini israeliani, relazioni estere ed altre questioni mutuamente concordate.
- Accordi per l'assunzione della sicurezza interna e l'ordine pubblico da parte di una forza di polizia palestinese consistente di agenti reclutati localmente od all'estero (ma in questo caso dotati di passaporto giordano e documenti palestinesi emessi dall'Egitto). I candidati partecipanti alla forza di polizia palestinese provenienti dall'estero avrebbero dovuto seguire un addestramento come agenti di polizia.
- Una presenza temporanea internazionale o estera, come da accordi.
- Istituzione di un Comitato congiunto israelo-palestinese per il coordinamento e la cooperazione, per fini di mutua sicurezza.
- Accordi per un passaggio sicuro per persone e mezzi di trasporto tra la striscia di Gaza e la zona di Gerico.
- Accordi per il coordinamento tra entrambe le parti circa i passaggi: Gaza-Egitto e Gerico-Giordania.

#### Allegato 3: Cooperazione economica
Le due parti concordarono di istituire un comitato israelo-palestinese per la cooperazione economica, concentrato, tra le altre cose, sui seguenti punti:
- Cooperazione nel campo dell'acqua.
- Cooperazione nel campo dell'elettricità.
- Cooperazione nel campo dell'energia.
- Cooperazione nel campo della finanza.
- Cooperazione nel campo dei trasporti e delle comunicazioni.
- Cooperazione nel campo del commercio.
- Cooperazione nel campo dell'industria.
- Cooperazione nel campo delle relazioni lavorative e loro regolamentazione.
- Cooperazione nelle questioni legate all'assistenza sociale.
- Un piano di protezione ambientale.
- Cooperazione nel campo delle telecomunicazioni e dei media.

#### Allegato 4: Sviluppo regionale
Le due parti avrebbero cooperato nel contesto degli sforzi di pace multilaterali nel promuovere un programma di sviluppo per la regione, compresa Cisgiordania e Striscia di Gaza, da essere avviato dal G7.

### Verbali concordati degli accordi

#### Verbale A: Intese generali
Qualsiasi potere e responsabilità trasferito ai palestinesi tramite la Dichiarazione di Principi, precedentemente all'inaugurazione del Consiglio sarà soggetto agli stessi principi applicabili all'Articolo IV, come delineato nei verbali concordati di seguito.

#### Verbale B: Intese specifiche

##### Articolo IV: Giurisdizione del Consiglio
Si è concordato che: la Giurisdizione del Consiglio coprirà i territori della Cisgiordania e della striscia di Gaza, ad eccezione di questioni che verranno trattate nei negoziati per lo status permanente.

##### Articolo VI (2): Trasferimento di autorità
Si è concordato che il trasferimento di autorità avverrà come segue: I palestinesi informeranno gli israeliani dei nomi dei palestinesi autorizzati che assumeranno i poteri, autorità e responsabilità che verranno trasferite ai palestinesi secondo la Dichiarazione di Principi nei seguenti settori: educazione e cultura, salute, assistenza sociale, tassazione diretta, turismo, e qualsiasi altra autorità concordata.

##### Articolo VII (2): Cooperazione
L'accordo ad interim comprenderà anche predisposizioni per il coordinamento e la cooperazione.

##### Articolo VII (5): Poteri di Israele
Il ritiro del governo militare non impedirà ad Israele di esercitare i poteri e le responsabilità non trasferite al Consiglio.

##### Articolo VIII: Polizia
Si è concordato che l'accordo ad interim comprenderà predisposizioni per la cooperazione ed il coordinamento. Si è anche concordato che il trasferimento di poteri e responsabilità alla polizia palestinese verrà conseguito per fasi successive.

##### Articolo X: Funzionari designati
Si è concordato che le delegazioni israeliana e palestinese si scambieranno i nomi degli individui designati da esse come membri del Comitato Congiunto per le relazioni israeliano-palestinesi, che giungerà a decisioni per accordo.

##### Allegato II: Responsabilità continuate di Israele
Si è concordato che, successivamente al ritiro israeliano, Israele continuerà ad essere responsabile per la sicurezza esterna, e per la sicurezza interna e l'ordine pubblico degli insediamenti e degli israeliani. Alle forze militari e civili di Israele sarà permesso di continuare a usare liberamente le strade della striscia di Gaza e della zona di Gerico.

## Negoziati successivi
Oltre ai primi accordi, precisamente la Dichiarazione di Principi sull'autogoverno ad interim, altri accordi più specifici sono spesso conosciuti informalmente come "Accordi di Oslo":

### Oslo 2
- L'Accordo ad interim sulla Cisgiordania e la Striscia di Gaza (detto anche Oslo 2) fu firmato il 28 settembre 1995 e diede ai palestinesi l'autogoverno a Betlemme, Hebron, Jenin, Nablus, Qalqilya, Ramallah, Tulkarm, e altri 450 villaggi.

### Accordi collegati
Ulteriori documenti israelo-palestinesi correlati agli accordi di Oslo sono:
- Lettere di riconoscimento tra Israele e OLP, firmate ad Oslo il 9 settembre 1993
- Protocollo sulle relazioni economiche, firmato a Parigi il 29 aprile 1994
- Accordo del Cairo sulla Striscia di Gaza e l'area di Gerico (4 maggio 1994)
- Dichiarazione di Washington (25 luglio 1994)
- Accordo preparatorio sul trasferimento di poteri e responsabilità tra Israele e l'OLP, firmato al Cairo il 29 agosto 1994
- Protocollo sull'ulteriore trasferimento di poteri e responsabilità, firmato al Cairo il 27 agosto 1995
- Protocollo di Hebron (15/17 gennaio 1997)
- Memorandum di Wye River (23 ottobre 1998)
- Memorandum di Sharm el-Sheikh (4 settembre 1999)
- Vertice di Taba (27 gennaio 2001).

## Persone coinvolte
- Ahmed Qurei (negoziatore degli accordi, poi primo ministro dell'ANP)
- Uri Savir (negoziatore degli accordi)
- Yossi Beilin (negoziatore degli accordi)
- Ron Pundak (negoziatore degli accordi)
- Shimon Peres (ministro degli esteri israeliano)
- Johan Jørgen Holst (ministro degli affari esteri norvegese)
- Terje Rød-Larsen (negoziatore degli accordi)
- Mona Juul (negoziatore degli accordi)
- Joel Singer (negoziatore degli accordi)
- Hassan Asfour (negoziatore degli accordi)
- Yitzhak Rabin (primo ministro israeliano)
- Bill Clinton (presidente degli USA)
- Yasser Arafat (capo dell'OLP, poi presidente dell'Autorità Nazionale Palestinese)
- Ahmed Yassin (capo di Hamas)
- Mahmūd Abbās (dirigente dell'OLP, poi presidente dell'ANP)
- Yigal Amir (assassino di Yitzhak Rabin nel 1995, mosso dall'ostilità verso gli accordi di Oslo)
- Ehud Barak (capo di stato maggiore delle IDF fra il 1992 ed il 1995, poi primo ministro di Israele)